# The Last Remnant
The Last Remnant (яп. ラストレムナント расуто рэмунанто) — японская ролевая игра разработанная и выпущенная компанией Square Enix. Игра ориентирована на японскую и западную аудитории и была выпущена параллельно в Японии, Северной Америке и Европе, 20 ноября 2008 на Xbox 360. В марте следующего года игра была выпущена на Microsoft Windows, а 9 апреля получила интернациональный выпуск через цифровой магазин Steam. Планировалась также версия для PlayStation 3, но впоследствии разработчики отказались от портирования. Впервые о создании игры стало известно 10 мая 2007 года после пресс-конференции в Синдзюку. Первая играбельная демоверсия была продемонстрирована в сентябре 2008 года на выставке Tokyo Game Show. Действия игры проходят в вымышленном мире, разделённом между городами-государствами, населёнными четырьмя разными расами, и в прошлом которого были военные конфликты за «Ремнанты» — магические артефакты разных форм и размеров. Игрок принимает роль Раша Сайкса, молодого парня, ищущего свою сестрёнку, которая была втянута в тайную войну. В игре присутствует уникальная боевая система, в которой игрок управляет несколькими отрядами вместо индивидуального управления каждым персонажем.
The Last Remnant срежиссировал геймдизайнер Хироси Такаи, и это первая игра компании, использующая движок Unreal Engine 3. Президент Square Enix Ёити Вада отметил на этот счёт, что игра «должна стать поворотным моментом в международной стратегии компании». Арт-директурой занимались главный художник Кимихико Миямаэ и арт-продюсер Юсукэ Наора. Музыку к игре написал композитор Цуёси Сэкито при содействии Ясухиро Яманака, саундтрек был издан отдельно в виде тройного альбома. Дизайн и диалоги выстроены таким образом, чтобы одинаково хорошо подошли и западным и японским игрокам, для главных персонажей была отрегулирована синхронность движения губ с репликами английских актёров озвучивания.
Игра получила низкие оценки от рецензентов, хотя у японских они были выше чем у западных. Общая претензия, особенно к версии на Xbox 360, была к графическим проблемам, таким как низкая частота кадров и «внезапное появление текстур», когда текстуры высокого разрешения заменяли текстуры низкого через некоторое время после появления изображения. У некоторых рецензентов были претензии к сюжету и боевой системе. The Last Remnant получила хвалебные отзывы за арт-директуру и музыку.
В данный момент официально приобрести версию игры на ПК невозможно. Издатель удалил ее из сервиса цифровой дистрибьюции Steam в сентябре 2018 года (дополнительно сообщив что из продажи также будут изъяты и все физические копии) при этом не указав никаких причин своего решения.

## Геймплей

Боевой экран, показывающий: полосу морали сверху, мини-карту показывающий относительное положение групп, статус на данный момент сражающейся группы, и приказы для обоих сражающихся групп, которые будут выполнены когда придёт их очередь

Действие игры происходит на трёх раздельных областях: карте мира, экране локации и экране боя. Игрок управляет Рашем Сайксом, главным героем, двигая его по локациям с камерой от третьего лица. На экране локации игрок может говорить с NPC, входить в здания и другие области, или выйти на экран карты мира. Карта мира позволяет мгновенно перемещаться между различными городами и областями, или между различными районами в пределах города. Экран боя отображается только во время сражений, бой проходит в трёхмерном пространстве напоминающем локацию в котором игрок начал бой. В данной игре отсутствуют случайные битвы, что для JRPG является редкостью, все монстры и враги изначально отображаются на экране локации, и при «соприкосновении» с ними загружается экран боя. Игрок может начать бой с несколькими противниками одновременно, активизируя «замедление времени».
Особенности боевой системы в данной игре были отмечены директором Хироси Такаи как «пошаговая, командная система, использующая символ встречи[проверить перевод]». Во время боя, каждый противник из экрана локации представлен в виде группы врагов число которых бывает от 1 до 5 юнитов; отряды игрока могут состоять также из 1 до 5 юнитов. Навыки юнитов групп игрока, в которые входят и основные персонажи и нанимаемые юниты, которые не появляются за пределами боёв, варьируются согласно различным параметрам. Полоса морали одна из параметров, которые зависят от событий в боях и может давать и положительные и негативные эффекты для обеих сторон. Каждый юнит может изучить разные атаки, которые разделены на такие категории как атаки ближнего боя и мистические заклинания. В начале каждого хода игрок выбирает из нескольких приказов какой тип атаки будет использовать группа; игрок не может выбирать индивидуальную атаку для каждого юнита. Особые атаки требуют «очки действия», которые постоянно накапливаются в течение каждого боя. Игрок выбирает в начале хода какого противника группа будет атаковать. Если противник делает свой выбор вместе с игроком, то некоторые группы могут быть «заперты» друг с другом, или вынуждены сражаться с группой игрока либо противника которые выбрали другую группу. Когда несколько групп сражаются с одним противником, некоторые группы могут атаковать противника с фланга или с тыла для увеличения урона.
В дополнение к сражениям есть множество квестов, которые игрок может принять. Многие из этих квестов переносят игрока в область действия сразу же после принятия и возвращают обратно по завершении. Задания гильдий не требуют принятия и могут быть выполнены игроком случайно вне зависимости от того было задания на доске или нет. Раш Сайкс и другие воины могут экипировать различные виды оружия и аксессуаров. Классическая смена экипировки вручную доступна только для Раша, в то время как другие персонажи просят найти ингредиенты для улучшения их обмундирования, которые можно купить в магазинах, получить с монстров, или найти в локациях используя существо под названием мр. Диггс. По мере прокачки, мр. Диггс может находить более редкие ингредиенты и в большем количестве.

## Сюжет

### Мир
События игры разворачиваются в вымышленном мире, с четырьмя расами: Митра, люди в привычном понимании, Яма, сильные рыбоподобные люди, Ксити, маленькие рептилии, и Совани, кото-люди с четырьмя руками. Мир разделён на несколько городов-государств, каждый из которых имеет свою уникальную культуру. Сюжет игры вращается вокруг «Ремнантов», загадочные и желанные древние артефакты разных форм и размеров, обладающих магической силой и в прошлом ставших причиной многих войн. Каждый Ремнант может быть «связан» только с одним человеком, который может использовать их силу; мощные Ремнанты остающиеся не связанными слишком долго могут вызвать «коллапс» и спавнить монстров. Во всех городах мира есть как минимум один с которым связан правитель города для помощи в управлении и поддержания мира в назначенных ему областях.

### Персонажи
Протагонист Раш Сайкс, 18-летний мальчик митра из мирного острова. Его 14-летняя сестрёнка, Ирина, была похищена в начале игры, и чтобы найти её Раш покидает остров. Он встречает и присоединяется к Давиду Нассау, 19-летнему митра, правителю города Атлум, и его генералам: 41-летней митра Эмме Ханивелл, 24-летнему яма Блоктеру, 55-летнему ксити Пагусу, и 200-летнему совани Торгалу. Кроме этих персонажей могут быть присоединены несколько десятков других персонажей, многие из которых могут присоединиться после квестов, в то время как другие могут быть наняты в гильдиях. Каждый персонаж имеет своё имя и древо-навыков, хотя главные персонажи имеют дополнительные особые навыки. Главный злодей игры Завоеватель, митра, который по ходу игры нападает на города со своей армией. Ему помогают, поначалу в тайне, а позже открыто Вильфред Хермайен, взрослый митра, который является главой города Нагапура и управляющим советом городов, и Ваграм, могущественный колдун митра.

### История
Игра начинается с Раша бегущего через лес, в поисках сестрёнки Ирины, которая была похищена. Он пересекается с армией Дэвида, идущей навстречу армии монстров, в центре битвы он увидев Эмму бежит к ней. После того как он создаёт мощный щит своим Ремнантом в виде подвески, его допрашивает Дэвид со своими генералами, после чего решает помочь ему в поисках Ирины. Во время расследования Ремнанта у которого скоро должен случится коллапс, Раш и компания встречают Ваграма и Ирину, которые сбегают. После нескольких встреч с Ваграмом и Ириной во время миссий, группа посещает встречу Конгресса правителей города Элизион, в котором находится Ремнант Ковчег, который переносит пользователей в Святые Земли. Город также является местом расположения Академии, исследовательского института посвящённого изучению Ремнантов, и место в котором работают родители Раша. Завоеватель прибывает в Конгресс и, после того как привязывает Ковчег, требует отдать гигантский Ремнант из числа тех которые имеются в каждом городе. После встречи с мамой Раша, группа узнаёт что Завоеватель, требование которого отвергнуто, начал войну и ведёт свою армию с поддержкой «Бога-императора», легендарного 1000-летнего человека.
Дэвид решает выйти против Завоевателя в надежде получить независимость для Атлума, который в тот момент находится под покровительством города Селапалиса. Группе удаётся остановить армию Завоевателя от атаки на Селапалис, но Завоеватель нападает на Атлум в их отсутствие. Он убивает Эмму, которая осталась для защиты города, и забирает гигантский Ремнант Атлума, уменьшив его в меч нормального размера. Группа возвращается в Элизион для спасения Ирины от Ваграма. Причиной похищения Ирины оказывается её особая сила, которая позволяет снимать связь Ремнанта с хозяином. Они узнают что Хермайен пытается использовать Завоевателя и Ваграма чтобы зажечь искру недоверия людей к Ремнантам и возможность использовать их городами, для того чтобы с помощью Ирины и её силы стать верховным правителем. Когда группе удаётся спасти Ирину и убить Хермайена, Ваграм сбегает рассказав что Завоеватель не планировал поддерживать Хермайена. Сражаясь с Завоевателем, Ирина использует Ремнант Нагапура для защиты своего брата, уничтожив половину города в процессе.
Четыре месяца спустя, игрок узнаёт, что совет городов пытаются найти Ремнанты со всего мира для борьбы с Завоевателем. После того, как родители Раша были найдены, они рассказывают, что их исследования в академии были связаны с созданием табличек, которые могут изменять Ремнанты, один из которых был похищен Ваграмом, после чего Завоеватель и изменил меч из Атлума. Когда группа отправляется к Богу-императору, в Андервольт, для того чтобы узнать почему он поддерживает Завоевателя, они встречают Ваграма, который сообщает что Завоеватель является Ремнантом. Ваграм и Бог-император поддерживают его для его задачи, уничтожения людей со всего мира, которые неправильно используют Ремнанты и уничтожения баланса в мире.
Группа движется в Элизион, который находится под атакой сил Завоевателя. Завоеватель поднимается на Ковчег и привязывает его так, чтобы никто не смог последовать за ним; после победы, протагонист ищет второй Ковчег, хотя в мире не было дубликатов Ремнантов. Группа гонится за Завоевателем через Святые земли, которые являются местом рождения Ремнантов, и встают перед ним. Он сообщает им, что он пытается освободить Ремнанты от рук людей, и что эта задача изначально должна была быть выполнена Рашем, который также является Ремнантом. Он верит что их задача забрать Ремнанты из этого мира, который, по его мнению, неправильно использует их для войны и уничтожения, и тем самым уничтожить людей со всего мира. Раш не соглашается и вместо уничтожения источника Ремнантов жертвует собой. Игра заканчивается, Ремнанты во всём мире растворяются, но после титров Раш разговаривает с Завоевателем, в конце говоря: «Я возвращаюсь. Они ждут меня».

## Разработка
The Last Remnant был создан разработчиками, которые до этого работали над сериями игр SaGa и Final Fantasy. Он был отрежессирован Хироси Такаем и создан Нобуюки Уэдой. Сюжет написан Масато Яги и Мивой Сёда, их работа основана на концепте исполнительного продюсера Акитоси Кавадзу. Кимихико Миямаэ была главным художником, а Юсукэ Наора работал и арт-продюсером и дизайнером персонажей. Игра является первой игрой Square Enix созданной на движке Unreal Engine 3. Так как они использовали лицензированный движок не разрабатывая свой, производственное время ушло на проверку графических ресурсов, которые были значительно урезаны, позволяя команде начать иллюстрирование и экспериментирование на ранних стадиях. Решение использовать лицензированный движок, не следуя традиции Square Enix которые обычно создают свой движок, было сделано из-за беспокоящей компанию растущие издержки производства на игру, и уменьшении времени на производство используя уже существующий движок. Год спустя после выхода игры, 17 февраля 2010 года, главный технолог Square-Enix Жульен Мерсерон в интервью заявил, что главный недостаток игры был вызван из-за решения использовать Unreal Engine в попытке заменить наём множества квалифицированных программистов, которые были бы при другом решении.
Разработчики хотели сделать The Last Remnant отличной от серии Final Fantasy и других РПГ сфокусировавшись на боевой системе. Арт-директура игры сфокусирована на выделении персонажей на поле боя, и выделении Ремнантов на мировом экране. Города были созданы так, чтобы они не выглядели фантастичными, для того чтобы Ремнанты были более выделяющимися, они были созданы на ранних стадиях разработки игры чтобы вызвать впечатление, что горожане живут под мощью гигантских Ремнантов буквально и образно. Игра помечена как одна из первых, из множества первых, игр Square Enix выпущенных одновременно в Японии и интернационально, а также первой игрой использующей захват движения выполненных западными актёрами. Это привело к тому, что губы персонажей были синхронизированы с диалогами на английском языке. Игра изначально была направлена на одновременный интернациональный выпуск и был нацелен на всех игроков мира, что сказалось на дизайне персонажей и арт-директуре. Дизайн и диалоги были направленно созданы для интернационального выпуска, а не сосредоточены на нормах японского рынка видеоигр.
The Last Remnant был анонсирован на пресс-конференции в Синдзюку, 10 мая 2007 году. Играбельная демоверсия игры была показана на Tokyo Game Show в сентябре 2008 года. 20 ноября того же года игра была выпущена на Xbox 360, а в марте 2009 на ПК. В ПК версию было внесено множество изменений, включая интеграцию загружаемого контента из Xbox версии в основную игру, расширение настроек графики, «Турбо режим», который ускоряет скорость битвы, и опцию New Game Plus, которая позволяет начать новую игру с золотом и уникальными предметами из первого прохождения. Выход версии игры для PlayStation 3 анонсировалась на тот же день что и версия для Xbox 360, но выход не состоялся. Square Enix не комментируют почему, но режиссёр Хироси Такаи сказал, что разработка игр на Xbox «намного проще» чем на PlayStation 3. Выход игры на PlayStation 3 остаётся «не определённой» на официальном сайте компании Square Enix.

## Музыка
Музыку для игры написал Цуёси Сэкито при содействии Ясухиро Яманаки, который написал 10 из 92 треков и помог написать 2. Сэкито, до игры The Last Remnant, провёл десятилетие занимаясь аранжировкой работ других композиторов для ремейков и ре-ремейков для таких серий как Final Fantasy и Mana компании Square Enix. Саундтрек примечателен тяжёлым использованием оркестральных элементов, аранжированных для оркестровки Нацуми Камэокой, и игрой на гитаре Сэкито. Оркестральные части были сыграны разными музыкантами из разных оркестров. В отличие от большинства ролевых игр, музыка в битвах разработана Сэкито в трёх вариантах, меняющихся в зависимости от ситуации во время битвы. Альбом с саундтреками был выпущен 10 декабря 2008, через Sony Music Distribution. В нём содержится 97 треков в 3 дисках с общей продолжительностью в 3:10:21.
Список треков
| №   | Название                          | Длительность |
| --- | --------------------------------- | ------------ |
| 1.  | «The First Awakening»             | 2:09         |
| 2.  | «Cherished Memories»              | 0:48         |
| 3.  | «Opening Suite: The Search»       | 0:17         |
| 4.  | «Opening Suite: The Chase»        | 0:25         |
| 5.  | «Opening Suite: The Charge»       | 0:43         |
| 6.  | «Opening Suite: The Assault»      | 1:27         |
| 7.  | «Clash of Opposites»              | 3:20         |
| 8.  | «Truths Revealed»                 | 1:02         |
| 9.  | «All For Her»                     | 0:33         |
| 10. | «Home»                            | 1:35         |
| 11. | «Gathering Clouds»                | 1:37         |
| 12. | «Into the Depths»                 | 2:41         |
| 13. | «Flamedrop»                       | 3:57         |
| 14. | «Struggle Eternal»                | 2:26         |
| 15. | «Sliver of Hope»                  | 2:24         |
| 16. | «The Young Marquis»               | 2:42         |
| 17. | «The Known World»                 | 1:03         |
| 18. | «The City of Heroes»              | 3:09         |
| 19. | «A Friendly Ear»                  | 2:24         |
| 20. | «An Open Mind»                    | 1:36         |
| 21. | «Fair Judgment»                   | 2:46         |
| 22. | «Ante Up»                         | 1:58         |
| 23. | «Creeping Shadows»                | 3:30         |
| 24. | «Rolling Hills, Sprawling Plains» | 4:44         |
| 25. | «Sword Sparks»                    | 3:29         |
| 26. | «Reversal!»                       | 2:42         |
| 27. | «Horns of Victory»                | 1:28         |
| 28. | «Evil's Advance»                  | 1:08         |
| 29. | «Glittering Gold»                 | 4:06         |
| 30. | «Dark Secrets»                    | 3:14         |
| 31. | «A Special Girl»                  | 0:57         |
| 32. | «Slipping Through Your Fingers»   | 2:45         |
| 33. | «The Ageless Mage»                | 0:54         |
| 34. | «The Bonds of Friendship»         | 2:13         |

| №   | Название                      | Длительность |
| --- | ----------------------------- | ------------ |
| 1.  | «The Heavens' Majesty»        | 3:33         |
| 2.  | «Gateway to the West»         | 2:55         |
| 3.  | «The Seat of Vulcan»          | 4:50         |
| 4.  | «Swirling Sands»              | 4:28         |
| 5.  | «Free and Easy»               | 2:52         |
| 6.  | «The Conqueror's Message»     | 1:20         |
| 7.  | «Something About That Guy»    | 0:44         |
| 8.  | «The Binding»                 | 1:06         |
| 9.  | «Arcane Mysteries»            | 4:01         |
| 10. | «Memories Regained»           | 0:48         |
| 11. | «Family»                      | 1:40         |
| 12. | «Ancient Magicks»             | 0:37         |
| 13. | «The Curse»                   | 0:25         |
| 14. | «The Marshalls»               | 2:22         |
| 15. | «Limberlost»                  | 3:42         |
| 16. | «In the Shadow of the Dragon» | 2:35         |
| 17. | «The Crumbling Fortress»      | 3:15         |
| 18. | «Old Traditions, New Methods» | 2:05         |
| 19. | «Unrelenting Advance»         | 2:53         |
| 20. | «Fallen»                      | 0:37         |
| 21. | «Catafalque»                  | 0:41         |
| 22. | «A Son's Loss»                | 1:52         |
| 23. | «Vows Renewed»                | 0:57         |
| 24. | «Everflow»                    | 4:07         |
| 25. | «Assembling the Puzzle»       | 1:49         |
| 26. | «The Gates of Hell»           | 3:51         |
| 27. | «A Sister's Faith»            | 0:39         |
| 28. | «The Price of Arrogance»      | 1:16         |
| 29. | «Reunited at Last»            | 0:27         |
| 30. | «Echoing Hallways»            | 3:41         |
| 31. | «Rewriting the Rules»         | 0:59         |
| 32. | «The Second Awakening»        | 0:41         |
| 33. | «Gwayn's Bellow»              | 0:45         |
| 34. | «The Remnant of Fear»         | 0:41         |
| 35. | «Marion's Blessing»           | 0:46         |
| 36. | «Whispers of the Ancients»    | 3:30         |

| №   | Название                       | Длительность |
| --- | ------------------------------ | ------------ |
| 1.  | «Breakers on the Shore»        | 4:20         |
| 2.  | «Enter the Seven»              | 0:58         |
| 3.  | «Life Without Remnants»        | 3:19         |
| 4.  | «Hermeien's Ultimatum»         | 2:03         |
| 5.  | «Accepting the Challenge»      | 0:47         |
| 6.  | «Press to Victory»             | 3:27         |
| 7.  | «Turn the Tide»                | 4:02         |
| 8.  | «Unexpected Betrayal»          | 0:53         |
| 9.  | «Out of Control»               | 3:22         |
| 10. | «Beat the Odds»                | 2:58         |
| 11. | «The Bitter End»               | 0:13         |
| 12. | «My Liege, My Enemy»           | 1:07         |
| 13. | «Wheat From Chaff»             | 2:09         |
| 14. | «Through the Tulgey Wood»      | 5:19         |
| 15. | «Unconditional Trust»          | 0:30         |
| 16. | «Echoes of the Past»           | 2:57         |
| 17. | «Final Decision»               | 3:32         |
| 18. | «Labyrinth»                    | 2:41         |
| 19. | «One Step»                     | 3:28         |
| 20. | «The Warden and the Activator» | 0:42         |
| 21. | «Time for Release»             | 2:19         |
| 22. | «Nisus»                        | 4:49         |
| 23. | «Schismogenesis»               | 4:18         |
| 24. | «The Final Sacrifice»          | 3:54         |
| 25. | «Journey's End»                | 3:08         |
| 26. | «Finale»                       | 5:37         |
| 27. | «Overture: TGS 2007 Mix»       | 1:47         |

## Отзывы
| Сводный рейтинг       | Сводный рейтинг | Сводный рейтинг | Сводный рейтинг |
| Издание               | Оценка          | Оценка          | Оценка          |
| Издание               | PC              | PS4             | Xbox 360        |
| --------------------- | --------------- | --------------- | --------------- |
| GameRankings          | 65,17 %         | 71,36 %         | 67,85 %         |
| Metacritic            | 66/100          | N/A             | 66/100          |
| Иноязычные издания    |                 |                 |                 |
| Издание               | Оценка          | Оценка          | Оценка          |
| Издание               | PC              | PS4             | Xbox 360        |
| 1UP.com               | B-              | N/A             | D               |
| Famitsu               | N/A             | N/A             | 38/40           |
| Game Informer         | N/A             | N/A             | 7/10            |
| GameSpot              | 8,0/10          | N/A             | 6,5/10          |
| GameTrailers          | N/A             | N/A             | 8,0/10          |
| IGN                   | 6,8/10          | N/A             | 5,3/10          |
| Русскоязычные издания |                 |                 |                 |
| Издание               | Оценка          | Оценка          | Оценка          |
| Издание               | PC              | PS4             | Xbox 360        |
| Absolute Games        | 50/100          | N/A             | N/A             |
| PlayGround.ru         | 9,8/10          | N/A             | N/A             |
| «Игромания»           | 7,0/10          | N/A             | N/A             |
| «Игры Mail.ru»        | 6,5/10          | N/A             | N/A             |
| «Канобу»              | 7,1/10          | N/A             | N/A             |

В средствах массовой информации большим успехом игра не пользовалась, хвалили её лишь некоторые японские обозреватели, в то время как основная часть западных рецензентов отнеслась к продукту критически. Меньше чем через 2 недели после выхода игры на ПК, Square Enix сообщили, что общее число проданных копий игры для ПК и Xbox 360 достигла 580000 на 31 марта 2009 года. The Last Remnant получила смешанные отзывы. Самые тёплые отзывы игра получила в Японии, которые разработчики отнесли к разному стилю оценки между культурами. Они также считают, что японцы дали игре слишком высокие оценки. Журнал Famitsu оценил игру на 38/40; обзор хвалил игру за уникальную боевую систему, за широкомасштабные битвы напоминающих Romancing SaGa, но на новом уровне исполнения; но также, они критикуют за кривую прокачку, длину боёв, и невозможность выбрать особые навыки конкретным бойцам. Позже Famitsu дали игре награду 2008 года «Rookie Title Grand-Prize».
Общей претензией рецензентов были графические проблемы. IGN писали, что версия игры на Xbox страдала от избытка технических проблем, в то время как GameTrailers назвали «постоянную графическую проблему» одной из слабых мест версии на Xbox. GameSpot, IGN, и 1UP.com отметили в своих рецензиях, для Xbox версии, некоторые из его основных недостатков, такие как очень низкую частоту кадров и «внезапное появление текстур», эффект когда текстуры низкого разрешения заменялись текстурами высокого через некоторое время после загрузки. В то же время, все три сайта дали более высокую оценку ПК версии, отмечая резко улучшенную производительность графики, но со внезапным появлением текстур, медленной загрузкой при перемещениях между локациями и входе-выходе из боя, а также с не пропускаемыми кат-сценами. Другие проблемы поднятые рецензентами включают отмеченные GamePro «загромождённые экраны[проверить перевод] и раздражающие квесты», «выше пределов[проверить перевод]» и стереотипные персонажи по мнению Game Informer, бедный и обычный сюжет согласно IGN и 1UP, долгая загрузка и кат-сцены были раскритикованы G4, 1UP и австралийским Official Xbox Magazine.
Другой общей претензией у рецензентов была к боевой системе, которую GamePro описал как «повторяющийся», IGN, в их обзоре на Xbox, как расстраивающий, и 1UP как «скучный» и худшей частью игры. G4 также критиковали боевую систему, говоря что игра играет сама в себя. Такая критика была не везде, GameTrailers пишут что её «уникальная боевая система» обеспечивает «массу веселья», IGN назвали её «самой интересной частью игры» в их обзоре на ПК, а GameSpot назвали её «интригующей» и особенно весёлой в широкомасштабных боях. Визуальный стиль игры хвалили во многих обзорах, некоторые из них были от GameTrailers, 1UP и GamePro, который описал стиль как «инновационный „восток-встречает-запад“», в то время как GameSpot назвали его «характерный фантазийный мир», который был «красиво сконструирован». Музыка также была источником похвал, и был отмечен в обзорах IGN и GameSpot, которые назвали её «отличный симфоничный саундтрек» с потрясающими мелодиями. GameSpot, в своём обзоре, также хвалил сюжет игры как «эпичный» в отличие от многих других обзоров, хотя они отметили что Раш не был «самым интересным главным героем» и предпочитают сюжет сфокусированный на Завоевателе.